# اهنینگن
اهنینگن (به آلمانی: Ehningen) یک شهر در آلمان است که در Böblingen واقع شده‌است. اهنینگن ۷٬۸۳۹ نفر جمعیت دارد.